# Parti franciste
Parti franciste – francuskie nacjonalistyczne i faszystowskie ugrupowanie polityczne działające od 1933 r..

## Okres przedwojenny
W lipcu 1933 r. powstała nacjonalistyczna grupa pod nazwą Les Francistes (francyści), na czele której stali publicysta Jacques Ploncard d’Assac, dziennikarz Henry Coston i b. bohater wojenny z czasów I wojny światowej Marcel Bucard. Powołali oni 11 listopada partię nazwaną Parti franciste. Wzorowała się ona bardziej na włoskich faszystach, od których otrzymywała finansowe i ideologiczne wsparcie, niż niemieckich nazistach. 6 lutego 1934 r. jej członkowie brali udział wraz z demonstrantami z innych faszystowskich i nacjonalistycznych ugrupowań (od Action Française do Croix-de-Feu) w wielkim proteście przeciwko rządom Frontu Ludowego, który został zaatakowany przez policję i komunistyczne bojówki. W 1935 r. do Parti franciste przyłączyła się Francuska Partia Narodowo-Komunistyczna (Parti Française National-Communiste), kierowana przez Pierre’a Clémenti i Maurice’a Maurera. Włączona została do niej także Solidarność Francuska (Solidarité Française) po śmierci jej przywódcy François Coty. Francyści od razu nawiązali kontakty z ugrupowaniami faszystowskimi z różnych krajów, czego wyrazem była obecność jednego z ich przywódców M. Bucarda na międzynarodowym kongresie faszystowskim w Montreaux 16 i 17 grudnia 1934 r. Symbolem francystów było zębate koło otaczające snop zboża z wbitym pośrodku galijskim toporem. Ich strojem były niebieskie koszule, granatowe spodnie i granatowy beret baskijski. Partia podzielona była na 3 grupy: legionistów w wieku powyżej 30 lat, gwardzistów (18-30 lat) i kobiety. Organem prasowym był wydawany od maja 1934 r. tygodnik „Le Franciste”.
Parti franciste głosiła początkowo radykalnie antyburżuazyjne hasła. Nie miała też wówczas charakteru antysemickiego, deklarując, że nie będzie czynić różnic pomiędzy katolikami, protestantami, wolnomyślicielami, Żydami i muzułmanami. Jej dewiza była wyrażona hasłem: Ani na prawo, ani na lewo, Naprzód! (Ni a droite, ni a gauche, En avant!). Francyści chcieli, żeby, po przeprowadzeniu rewolucji faszystowskiej (pojętej jako „druga Rewolucja Francuska”) i zlikwidowaniu podziału na prawicę i lewicę, ludność „nowego” Państwa miała być „ujednolicona” w „totalną masę”. Główny ideolog partii, wywodzący się ze środowiska katolickiego Paul Guiraud, opowiadał się za syntezą narodowego socjalizmu z francuskim dziedzictwem Pierre’a Proudhona, Édouarda Drumonta, Georges’a Sorela i Charles’a Péguy. Na czele państwa powinien stać wódz wspierany przez „arystokrację pracy”. Program francystów obiecywał zaatakować niesprawiedliwość społeczną, która jest najczęstszym powodem przyjmowania zgubnych doktryn anarchii, marksizmu i bolszewizmu oraz uwolnić pracę od wszechwładzy pieniądza. Od 1936 r. partia stała się gwałtownie antyżydowska. Francyści w późniejszym okresie zerwali jednak z radykalizmem i zajęli pozycje narodowo-katolickie.
18 czerwca 1936 r. rząd Léona Bluma zdelegalizował Parti franciste. M. Bucard próbował odtworzyć ją pod szyldem, utworzonej 11 listopada 1938 r., Zjednoczonej Partii Akcji Socjalistycznej i Narodowej (Parti Unitaire d’Action Socialiste et Nationale), zwracającej się przeciwko „reakcji plutokratycznej” i „judeomarksizmowi” oraz zapowiadającej, że nie da się użyć prawicy konserwatywnej do gry przeciwko ludowi pracującemu, acz nie utożsamia ludu z międzynarodowymi ruchami negującymi ojczyznę. Jednakże w maju 1939 r. także ona została zdelegalizowana.

## Okupacja niemiecka
Po klęsce Francji w wojnie z Niemcami w 1940 r. i powołaniu tzw. Francji Vichy, francyści reaktywowali w 1941 r. swoje ugrupowanie. Podjęli politykę całkowitej kolaboracji z Niemcami, zwanej też „kolaboracjonizmem”, chociaż ich rola była ograniczona. W lipcu 1941 r. M. Bucard współtworzył francuską kolaboracyjną formację zbrojną (Legion Ochotników Francuskich przeciw Bolszewizmowi) przeznaczoną do walki na froncie wschodnim przeciw ZSRR. 28 lutego 1943 r. francyści współtworzyli Front Rewolucyjno-Społeczny (Front Révolutionnaire-National), który za swój główny cel uznał zlikwidowanie niesprawiedliwości społecznej oraz przeprowadzenie francuskiej i ogólnoeuropejskiej rewolucji socjalistycznej przeciwko sprzymierzonym siłom bolszewizmu i wielkiego kapitału międzynarodowego. W późniejszym okresie okupacji francyści uczestniczyli w ramach specjalnych oddziałów policji w działaniach przeciwko ruchowi oporu (resistance).